# Shurikenjutsu
Pour les articles homonymes, voir Shuriken (homonymie).

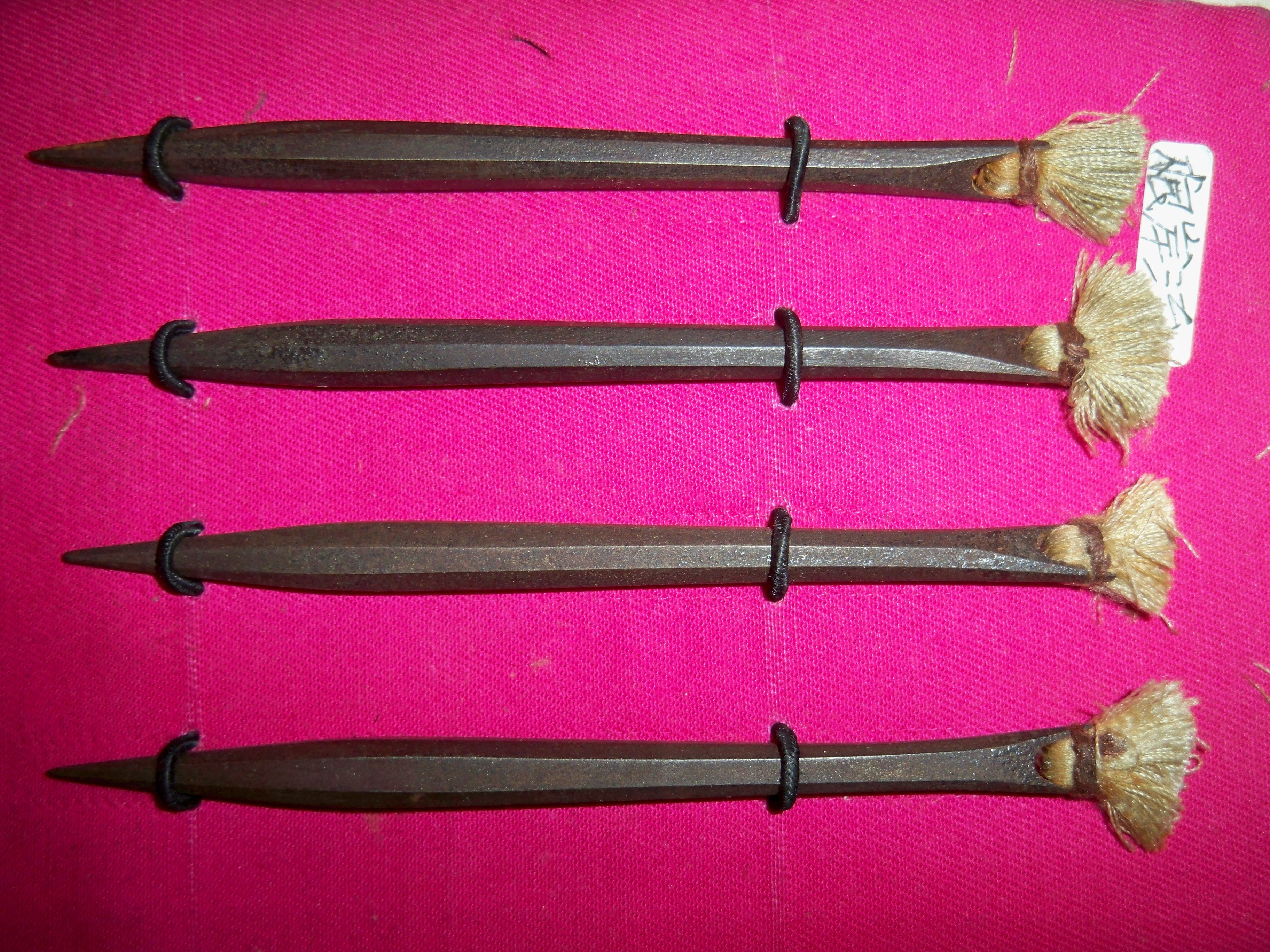
4 bo shuriken japonais forgés antiques. Fléchettes de lancer en fer Bo shuriken avec vols en lin.

Le shurikenjutsu (手裏剣術) ou Senban nage jutsu est un art martial. Il utilise des shuriken — ce qui désigne tout ce qui est pointu et peut être lancé —, entre autres les senban ou shaken, aussi connus sous le nom d'« étoiles chinoises » ou « étoiles ninja », de petites armes de lancer. La plupart des techniques sont régies par l'utilisation de la position initiale, la force de jet, la distance de la cible ainsi que le poids et la physique de l'arme de jet utilisée. Suivant les lois de la physique, les techniques visent à l'atteinte des cibles en leur milieu.
Régi par les mêmes principes physiques, l'enseignement sur les techniques de tirs de kunaï, makibishi (ou tetsubishi) et autres objets de tir est de concert à l'art du shurikenjutsu/Senban nage jutsu.
En juin 1964, Seiko Fujita a consacré un livre complet à cette technique : 図解手裏剣術 / « Zukai Shurikenjutsu » / « La technique des armes de jet illustrée ».
Le shurikenjutsu est enseigné au sein des koryu.